# Giorgio Belladonna
Giorgio Belladonna (Roma, 7 giugno 1923 – Roma, 12 maggio 1995) è stato un giocatore di bridge italiano.
È considerato uno dei più importanti bridgisti della storia, numero uno nella classifica dei World Grand Masters della Federazione Mondiale (WBF) fino al 1992. 
Giocatore abilissimo soprattutto nel gioco con il morto, è stato 13 volte campione del mondo, 3 volte campione olimpico, 10 volte campione europeo, sempre con il leggendario Blue Team, la nazionale italiana che ha dominato il mondo del bridge quasi ininterrottamente dalla metà degli anni cinquanta sino ai settanta.
Belladonna è il coautore di diversi sistemi licitativi tra i quali particolare fortuna hanno avuto il Fiori Romano ed il Precision.

## Biografia

### Gli anni cinquanta
Giorgio Belladonna si dedicò giovanissimo al bridge, dopo aver abbandonato la carriera di calciatore, passando presto al professionismo in un momento in cui in Italia il gioco era praticato da pochi adepti e poco organizzato.
Con il compagno Walter Avarelli, fu presto inserito nella squadra italiana, il Blue Team del capitano Carl'Alberto Perroux con compagni come Pietro Forquet e Eugenio Chiaradia (soprannominato il Professore).
Nel 1956 vinse il Campionato Europeo di Stoccolma in coppia con Avarelli e nel 1957 conquistò, per la prima volta per l'Italia, la Bermuda Bowl, il campionato mondiale a squadre.
La squadra italiana iniziò a vincere ogni competizione grazie alla spregiudicatezza del gioco di attacco dei suoi campioni, ma soprattutto grazie all'introduzione di sistemi licitativi artificiali rivoluzionari come il Fiori Romano di Belladonna e Avarelli.

### Gli anni sessanta
Dopo una cattiva prestazione della squadra nelle prime Olimpiadi di Bridge tenutesi a Torino nel 1960 (sesto posto), il Blue Team ricominciò a mietere successi vincendo ben 7 titoli mondiali fra il 1961 e il 1969 e 2 titoli olimpici, anche grazie all'ingresso in squadra del geniale Benito Garozzo.

### Gli anni settanta
Dopo il ritiro di Walter Avarelli, Belladonna e Garozzo formarono una delle più forti coppie di tutti i tempi, praticamente imbattibile per il tempo in cui rimase insieme e che costituì il cuore del nuovo Blue Team il quale, dopo un paio di edizioni al quale lo squadrone azzurro non partecipò (dando così agli avversari qualche chance), conquistò ancora 3 titoli mondiali, oltre a 3 titoli europei e 1 titolo olimpico. 
Giorgio Belladonna e Benito Garozzo sono al secondo e terzo posto della classifica all time dei giocatori di bridge della WBF.

## Palmarès
European Team Championships
- 17ª edizione, Stoccolma 1956, primo posto
- 18ª edizione, Vienna 1957, primo posto
- 19ª edizione, Oslo 1958, primo posto
- 20ª edizione, Palermo 1959, primo posto
- 22ª edizione, Beirut 1962, secondo posto
- 24ª edizione, Ostenda 1965, primo posto
- 26ª edizione, Dublino 1967, primo posto
- 27ª edizione, Oslo 1969, primo posto
- 29ª edizione, Atene 1971, primo posto
- 30ª edizione, Ostenda 1973, primo posto
- 33ª edizione, Elsinore 1977, secondo posto
- 34ª edizione, Losanna 1979, primo posto
- 36ª edizione, Wiesbaden 1983, secondo posto

World Team Championships Bermuda Bowl
- 7ª Edizione, New York 1957, primo posto
- 8ª Edizione, Como 1958, primo posto
- 9ª Edizione, New York 1959, primo posto
- 10ª Edizione, Buenos Aires 1961, primo posto
- 11ª Edizione, New York 1962, primo posto
- 12ª Edizione, Saint Vincent 1963, primo posto
- 13ª Edizione, Buenos Aires 1965, primo posto
- 14ª Edizione, St. Vincent 1966, primo posto
- 15ª Edizione, Miami 1967, primo posto
- 16ª Edizione, Rio De Janeiro 1969, primo posto
- 19ª Edizione, Guaruja 1973, primo posto
- 20ª Edizione, Venice 1974, primo posto
- 21ª Edizione, Bermuda 1975, primo posto
- 22ª Edizione, Monte Carlo 1976, secondo posto
- 24ª Edizione, Rio De Janeiro 1979, secondo posto
- 26ª Edizione, Stoccolma 1983, secondo posto

World Team Olimpiad
- 2ª edizione, New York 1964, primo posto
- 3ª edizione, Deauville 1968, primo posto
- 4ª edizione, Miami Beach 1972, primo posto
- 5ª edizione, Monte Carlo 1976, secondo posto

## Pubblicazioni
- Il sistema Fiori Romano, Tip. Ars Nova, Roma, 1958 (con Walter Avarelli)
- Precision system, il sistema per tutti, e superprecision, il sistema per esperti, Mursia, Milano, 1973 (con Benito Garozzo)
- Imparate il bridge con me, Mursia, Milano, 1971-2000 (ISBN 88-425-1933-2)
- Imparate il bridge da soli, Editrice Giochi, Milano, 1974 (con Benito Garozzo)
- Il sistema Lancia, Mursia, Milano, 1976 (con Benito Garozzo)
- Il nuovissimo Fiori Romano, Mursia, Milano, 1976
- Autobridge: commento alle 32 partite, Editrice Giochi, Milano, 1976
- Voi, noi e il bridge, CAM, Foligno, 1977 (con Benito Garozzo)
- Dentro il Bridge con Belladonna. Il gioco della carta, Mursia, Milano, 1980
- Dentro il Bridge con Belladonna. Strategia e tattica del bridgista formula uno, Mursia, Milano, 1981
- Il moderno Fiori Romano, Mursia, Milano, 1988
- Slam a tempo di cue-bid, Mursia, Milano, 1990, (ISBN 88-425-0385-1) (con Claudio Petroncini)
- Lo Standard Italia in sintesi, Mursia, Milano, 1990 (ISBN 88-425-0555-2)
- Ricordo di Giorgio Belladonna, Mursia, Milano, 1995 (ISBN 88-425-1930-8)